# Senailly
Senailly är en kommun i departementet Côte-d'Or i regionen Bourgogne-Franche-Comté i östra Frankrike. Kommunen ligger i kantonen Montbard som tillhör arrondissementet Montbard. År 2022 hade Senailly 132 invånare.

## Befolkningsutveckling
Antalet invånare i kommunen Senailly
Referens:INSEE